# Chilaba

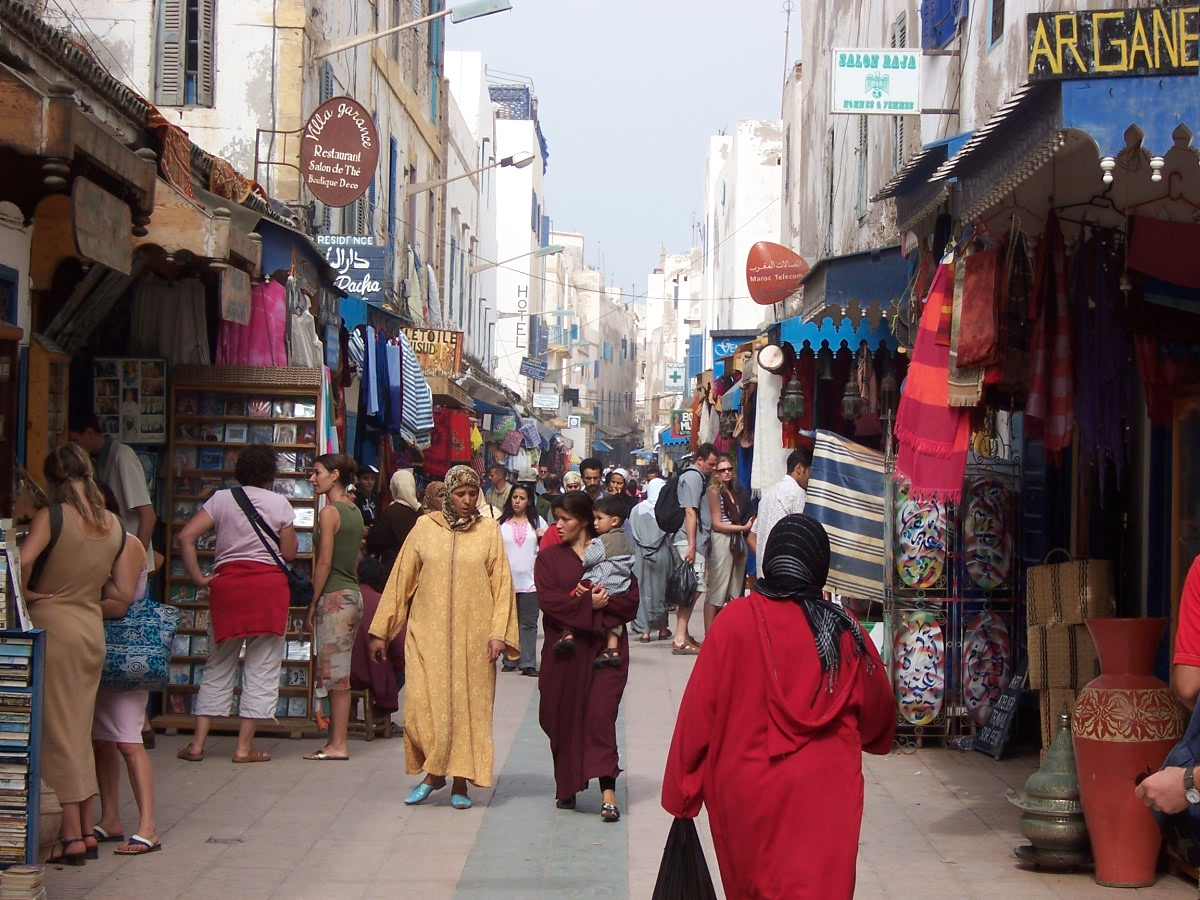
Mujeres marroquíes con chilaba

Una chilaba (en bereber: Jellaba; en árabe جلابة, jellaba) es una túnica tradicional, holgada y con capucha, que es tradicional de Magreb donde la usan tanto bereberes como árabes.
Las chilabas cubren desde el cuello hasta el tobillo. Se utilizan para salir a la calle y se llevan encima de la ropa de casa o de fiesta, retirándose al llegar al lugar de destino. Ocasionalmente, se llevan con el sombrero rojo llamado fez y las babuchas como calzado. Las chilabas se confeccionan tradicionalmente en pequeños talleres artesanales y se fabrican en una gran variedad de materiales, desde algodón para las de verano hasta lana rígida para las de invierno.
En el centro y este de Argelia se llama qeššaba o qeššabiya. Los habitantes bereberes de las montañas de Marruecos y Argelia lo llaman tadjellabit, que es una forma bereberizada.

## Tipos de chilabas
Las chilabas se llevan tanto por hombres como por mujeres, existiendo en diferentes formas y colores.
Las masculinas son prendas más anchas, oscuras y lisas. Las chilabas femeninas son más ajustadas y pueden llevar bordados decorativos en cierta variedad de colores en los bordes de la túnica y las mangas. Las chilabas llevan dos aperturas laterales en la parte inferior al final de las costuras, que pueden ser sustituidas por una frontal. Las mujeres suelen llevar un pañuelo en la cabeza.
Casi todas las chilabas, sean del estilo que sean, tienen una capucha a la espalda.